# Zodevormend pruikwier
Zodevormend pruikwier (Griffithsia devoniensis) - ook wel kleincellig pruikwier genoemd - is een roodwier uit de klasse Florideophyceae. De wetenschappelijke naam van de soort werd voor het eerst in 1846 geldig gepubliceerd door W.H. Harvey.

## Kenmerken
Zodevormend pruikwier is een zacht aanvoelend roodwier die niet groter wordt dan 5 tot 10 cm. De kleur is licht- tot helderrood. Het thallus (plantvorm) is zodevormend en heeft rechtopstaande delen. Het thallus bestaat uit filamenten die uit één rij van cellen zijn opgebouwd. De afzonderlijke cellen zijn zo groot, dat ze met het blote oog te zien zijn. De onderste cellen zijn het grootst. Hoewel dit plantje een tere indruk maakt is het toch vrij stevig en taai van bouw.

## Verspreiding
Het verspreidingsgebied van zodevormend pruikwier is West-Europa. Het leefgebied van deze soort is rond de laagwaterlijn en dieper, op stenen en grotere wieren. Gedijt goed in vrij rustig water en ook in de zoute binnenwateren.